# Séamus Herron
Séamus Herron (nascido em 11 de junho de 1934) é um ex-ciclista irlandês que competiu no ciclismo nos Jogos Olímpicos de Verão de 1960, representando a Irlanda.